# Epimenides

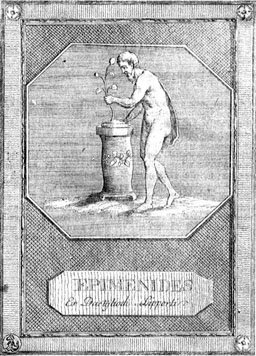
Avbildning av Epimenides från en antik gem.

Epimenides var en halvmytologisk antik grekisk vis siare och präst från staden Faistos på Kreta. Han levde omkring år 600 f.Kr.
Sagorna om Epimenides går vitt isär. Han skildras som en gudarnas älskling, med en livslängd av flera mansåldrar och underbara levnadsöden; bland annat ska han en gång som yngling ha somnat i den "dikteiska grottan" och ha sovit där i 57 år. Till denna sägen ansluter sig Goethes dramatiska verk Des Epimenides Erwachen.
Epimenides var i främsta rummet en representant för religionens försonande och renande verkan, men han ägde även kännedom om naturens och växternas hemliga krafter och var därför verksam som läkare. Även sångens heliga gåva var honom given.
Hans rykte för fromhet och gudaingiven visdom var vida spritt, och år 596 f.Kr. kallades han enligt Diogenes Laertius på Solons inrådan till Aten för att befria staden från den straffdom som vilade över den med anledning av den kyloniska blodskulden. Epimenides företog en genomgripande reform av hela religionsväsendet, renade staden från dess syndaskuld och helgade den åt Apollon. Han återvände hem utan att ha velat emotta någon annan belöning än en kvist av gudinnan Atenas heliga olivträd.
Epimenides dog vid hög ålder på Kreta eller i Sparta, där man även visade hans grav.